# Victoria (Londyn)
Victoria – obszar w centralnym Londynie, na terenie gminy City of Westminster, wokół dworca kolejowego Victoria, od którego bierze on swoją nazwę. Znajduje się pomiędzy dzielnicami Belgravia na zachodzie, Pimlico na południu oraz Westminster na wschodzie. Jego granice nie są ściśle zdefiniowane. Poza bezpośrednim sąsiedztwem dworca zwykle zaliczane są do niego tereny wzdłuż Buckingham Palace Road i zachodniej części Victoria Street, a na północy tereny sięgające do Palace Street.
Obszar ma mieszany charakter biurowo-handlowo-mieszkalny. Znajduje się tu ważny węzeł transportowy. W pobliżu dworca kolejowego (drugiego pod względem liczby podróżnych w kraju) znajdują się: stacja metra Victoria oraz dworce autobusowy (Victoria Bus Station) i autokarowy (Victoria Coach Station).

## Historia
Do początku XIX wieku obszar ten pozostawał niezabudowany, znajdował się poza zachodnim obrzeżem Londynu. W 1816 roku wybudowana została droga Vauxhall Bridge Road prowadząca w kierunku nowo otwartego mostu Vauxhall Bridge na Tamizie. W latach 20. XIX wieku na zachodzie rozpoczęto budowę Belgravii, zamożnej dzielnicy mieszkaniowej. W latach 50. i 60. zbudowana została ulica Victoria Street, która połączyła Belgravię z centrum Westminsteru. Na wschodzie ulica sięgnęła do okolic nowo wybudowanego Pałacu Westminsterskiego, siedziby parlamentu. Podczas jej budowy wyburzone zostały znajdujące się na jej trasie slumsy. Ze względu na bliskość najwyższych organów władzy państwowej, w okolicy swoje siedziby ulokowały liczne instytucje publiczne i przedsiębiorstwa.
W latach 1860 i 1862 na zachodnim skraju Victoria Street otwarte zostały dwa bezpośrednio przylegające do siebie dworce kolejowe, oba o nazwie Victoria, należące do dwóch różnych spółek kolejowych, obsługujące ruch pasażerski do południowo-wschodniej Anglii oraz Europy kontynentalnej (za pośrednictwem promów kolejowych); od 1924 roku funkcjonują jako jeden dworzec. W 1932 roku nieopodal otwarty został dworzec autokarowy Victoria Coach Station, a w 1939 roku także terminal lotniczy linii Imperial Airways (następnie BOAC i British Airways). Ten ostatni funkcjonował do 1980 roku (obecnie w budynku mieści się National Audit Office).
W latach 50. i 60. XX wieku wzniesione zostały liczne modernistyczne biurowce, które zastąpiły wcześniejszą zabudowę. Ulokowane zostały tu wówczas siedziby wielu instytucji państwowych. W pierwszych latach XXI wieku wiele z nich przeniesionych zostało poza Londyn w ramach polityki decentralizacji.

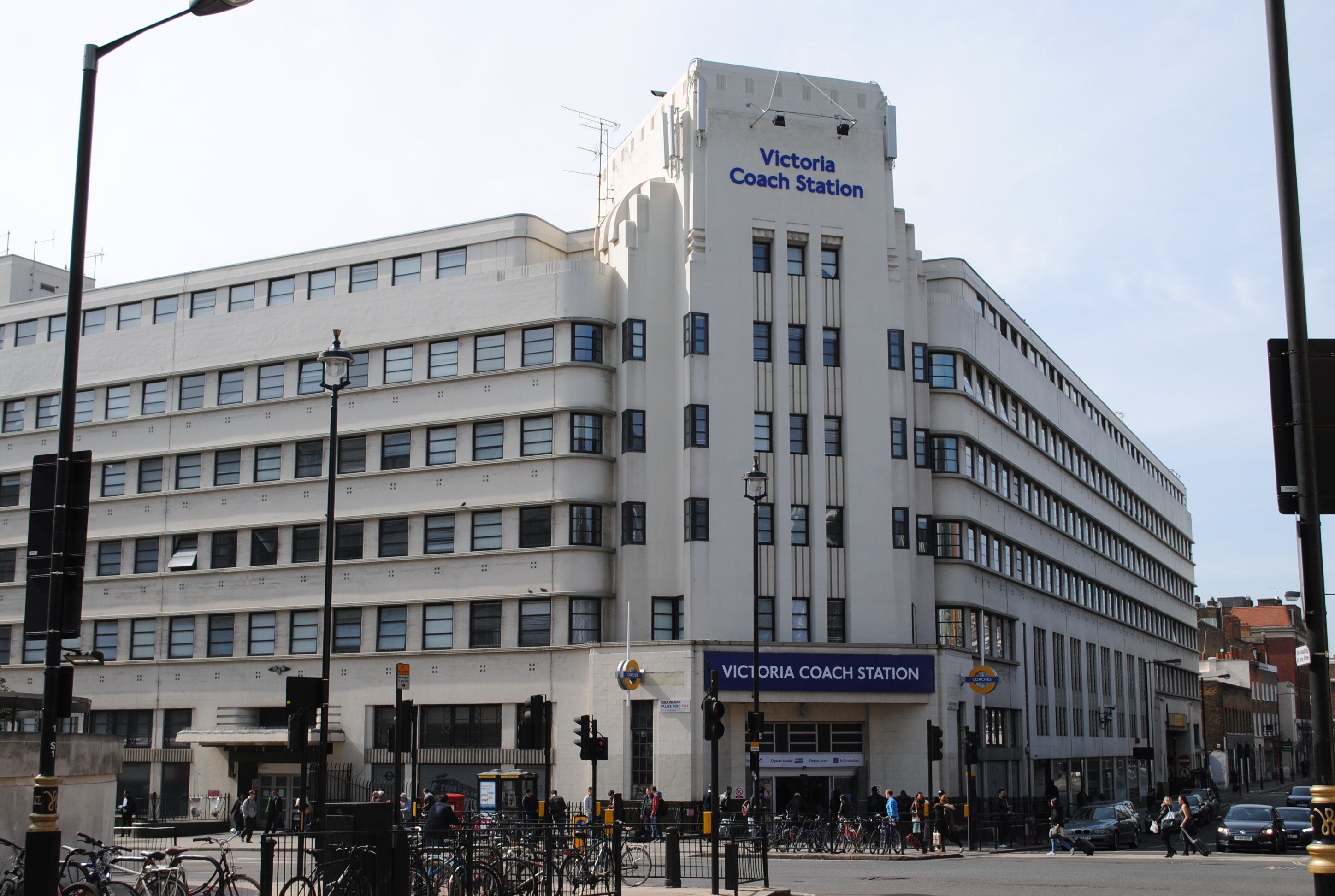
Dworzec autokarowy Victoria Coach Station
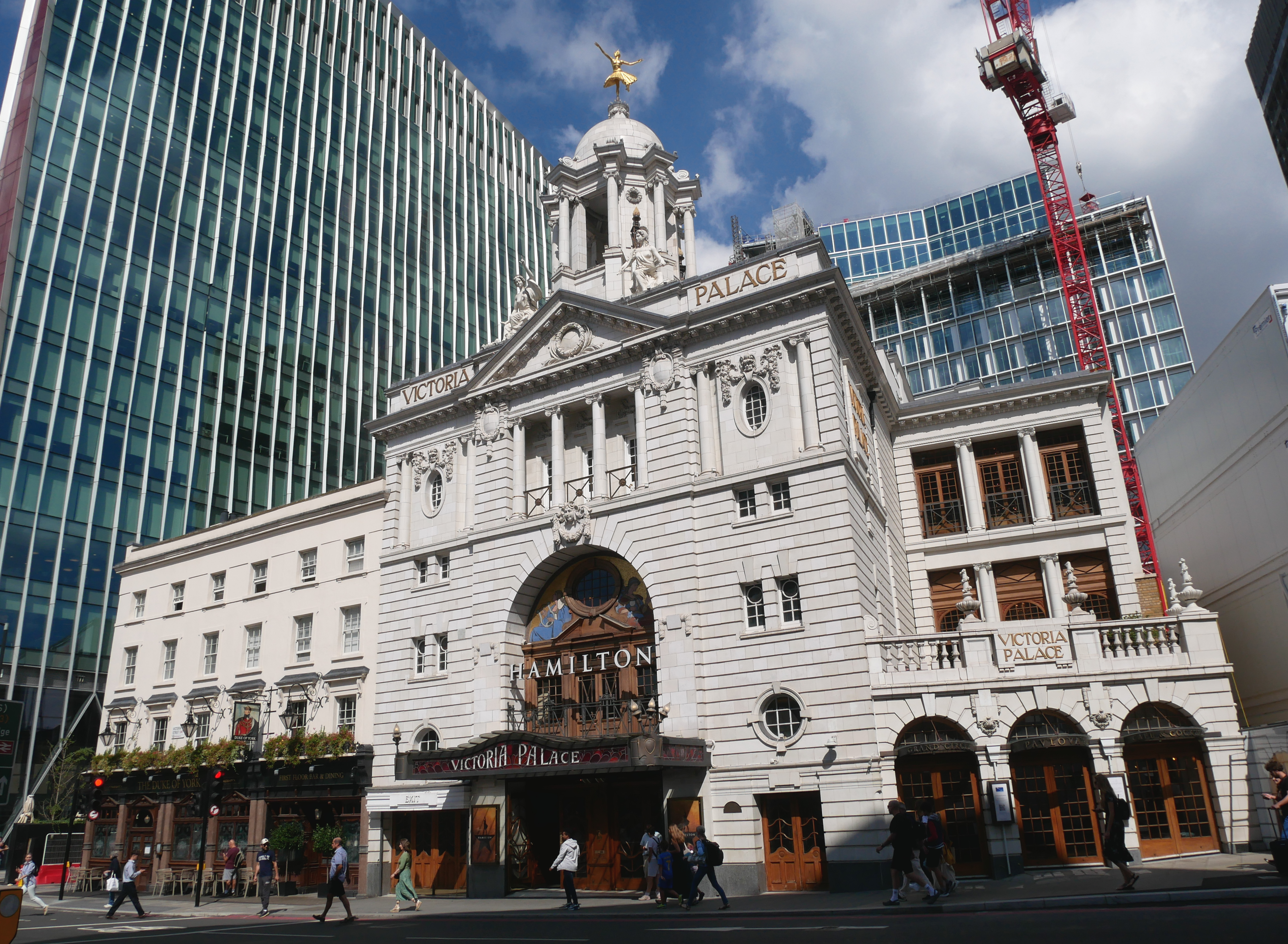
Teatr Victoria Palace Theatre(inne języki)
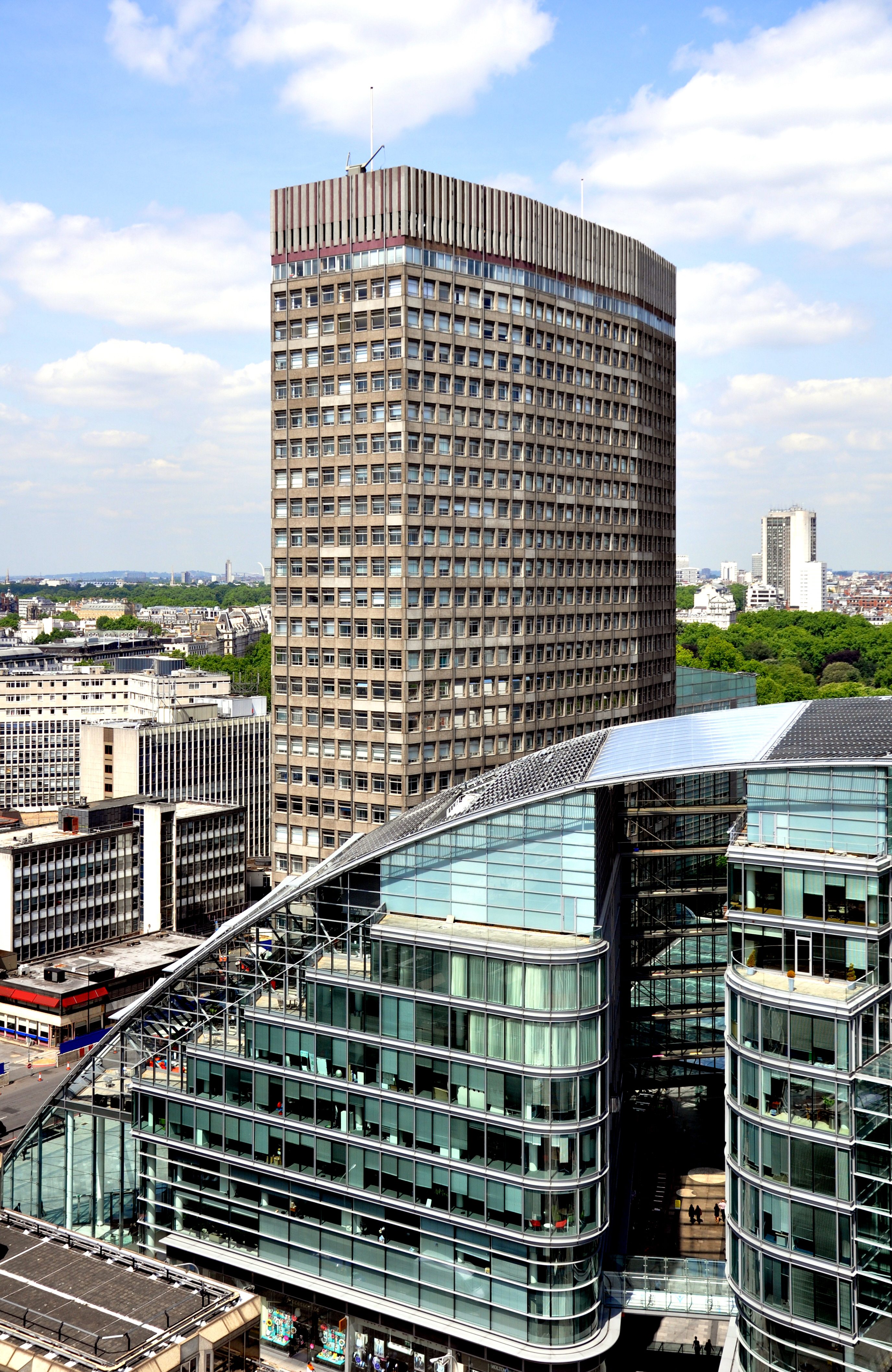
Wieżowiec biurowy Portland House(inne języki) (1963 r.) i centrum handlowe Cardinal Place(inne języki) (2004 r.)
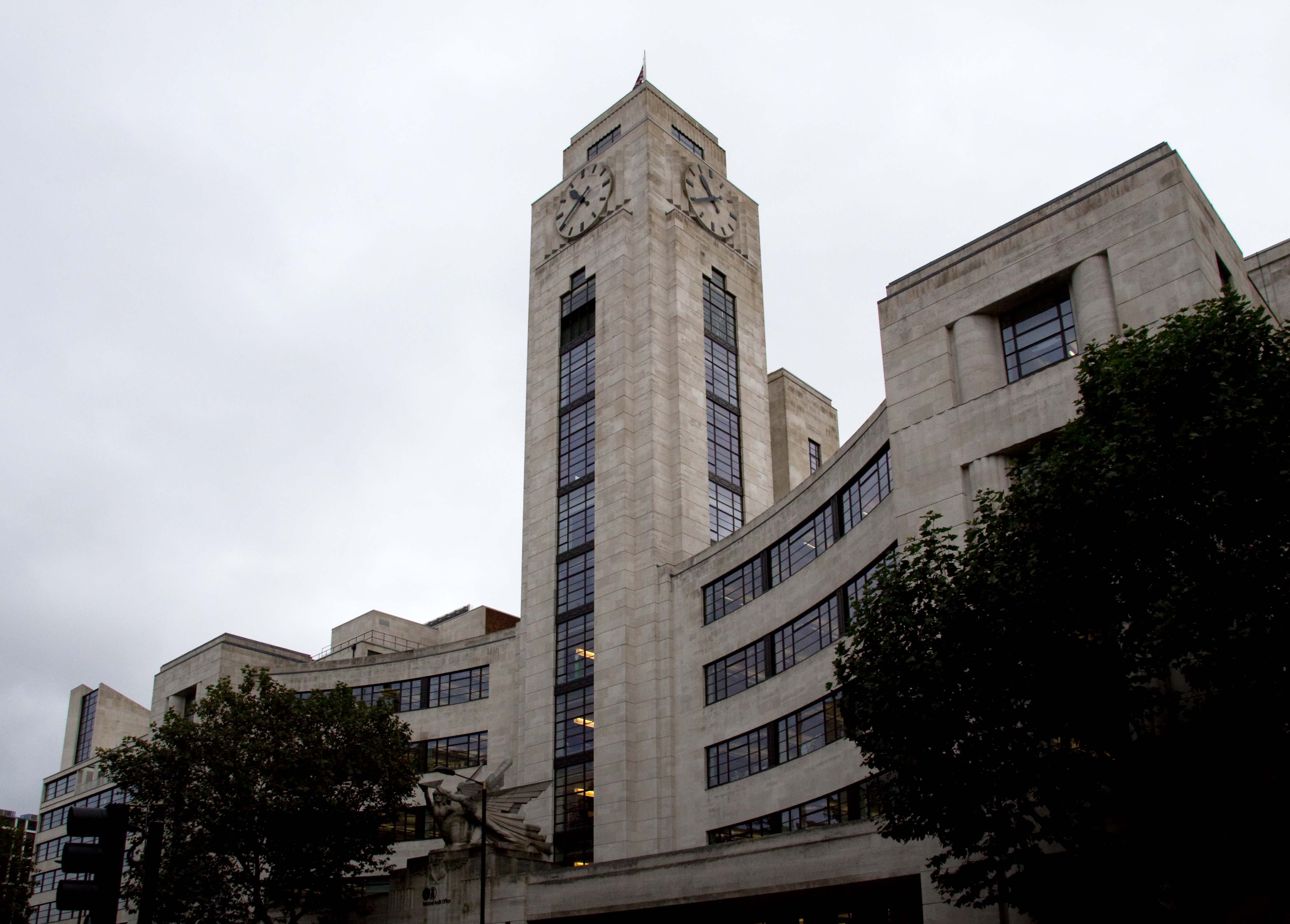
Budynek dawnego terminala lotniczego(inne języki)